# Rimantė Šalaševičiūtė
Rimantė Šalaševičiūtė (ur. 10 lutego 1954 w Worniach) – litewska prawniczka i polityk, posłanka na Sejm, od 2014 do 2016 minister zdrowia.

## Życiorys
W 1971 zdała egzamin maturalny, w 1976 ukończyła studia prawnicze na Uniwersytecie Wileńskim. Pracowała przez trzy lata w Wileńskim Instytucie Inżynierii Budownictwa, następnie jako prawniczka w jednym ze stołecznych zakładów komunalnych i w administracji miejskiej. W latach 1995–2010 zatrudniona w biurze rzecznika praw obywatelskich, m.in. pełniąc funkcję rzecznika praw dziecka. Później przez dwa lata ponownie pracowała na uczelni.
Była członkinią Komunistycznej Partii Litwy, następnie Litewskiej Demokratycznej Partii Pracy, z którą dołączyła do Litewskiej Partii Socjaldemokratycznej. W 2012 z ramienia tego ugrupowania uzyskała mandat posłanki na Sejm RL.
17 lipca 2014 dołączyła do rządu Algirdasa Butkevičiusa, zastąpiła wówczas Vytenisa Andriukaitisa na stanowisku ministra zdrowia. W lutym 2016 podała się do dymisji w związku z prowadzonym postępowaniem dotyczącym korupcji z jej udziałem. Również w 2016 z powodzeniem ubiegała się o poselską reelekcję.
W październiku 2017 wystąpiła z LSDP. W marcu 2018 przystąpiła do nowo powołanej Litewskiej Socjaldemokratycznej Partii Pracy. W 2020 utrzymała mandat poselski, kandydując z ramienia Litewskiego Związku Zielonych i Rolników.